# SSVOBB "Lambach Aircraft"
La SSVOBB, acronimo di Stichting Studenten Vliegtuigontwikkeling, -bouw en -beheer (in italiano Fondazione degli studenti per lo sviluppo, la costruzione e la gestione di mezzi aerei) è una fondazione dei Paesi Bassi che si occupa della costruzione e del mantenimento di aerei dal valore storico e scientifico.

## La Fondazione
La SSVOBB è una Fondazione senza scopo di lucro costituita dagli studenti della Facoltà di Ingegneria Aerospaziale dell'Università tecnica di Delft nei Paesi Bassi, che si occupa della costruzione e mantenimento di aerei dal valore sia storico che scientifico. Lo scopo principale è quello di mettere in pratica le conoscenze acquisite dagli studenti di ingegneria applicandole a veri mezzi aerei. I volontari imparano che la pratica è spesso sostanzialmente diversa dalla teorica situazione ideale. L'organizzazione venne fondata il 19 gennaio 1990 quando gli studenti organizzarono la costruzione del loro primo aeroplano, il Lambach HL II.

## Lambach HL II

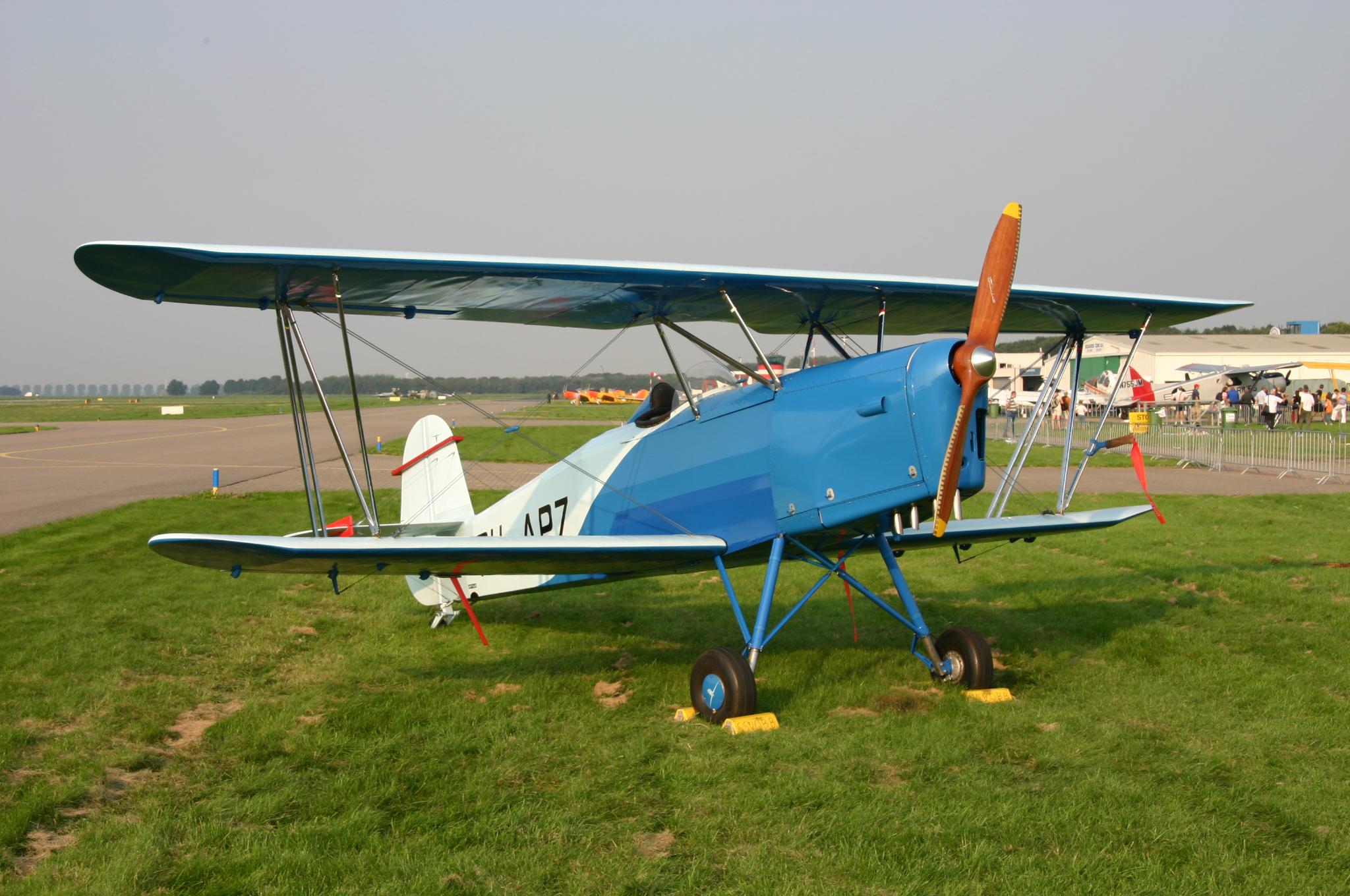
Lambach HL II (PH-APZ), replica di un aereo acrobatico dei tardi anni '30

### L'originale
Il modello originale Lambach HL venne commissionato da alcuni olandesi entusiasti dell'aviazione per cercare di battere piloti ed aerei acrobatici tedeschi nelle competizioni del tempo nonostante questi fossero largamente superiori. L'aereo venne interamente progettato e costruito nell'arco di cinque mesi, a partire dal gennaio 1937, dall'ingegnere Hugo Lambach, laureato all'Università tecnica di Delft. Il primo volo avvenne il 4 maggio 1937, con ai comandi Hein Schmidt Crans, il pilota olandese che era arrivato secondo nella competizione del 1936.
Il biplano aveva la struttura in tubi d'acciaio, la coda e la struttura alare in legno ricoperte di tela, ed era motorizzato con un de Havilland Gipsy Major Mk.1. Dopo aver completato i test di volo partecipò a numerosi air-show dove dimostrò di essere un mezzo acrobatico con caratteristiche uniche, anche se non all'altezza della concorrenza tedesca. L'aereo venne distrutto dai Tedeschi il 10 maggio del 1940 durante un bombardamento sul campo d'aviazione di Leidschenveen-Ypenburg, nei pressi de L'Aia.

### Hugo Lambach
Hugo Lambach si laureò a Delft in Fisica Applicata. Durante i suoi studi aveva già avuto modo di progettare e costruire il suo primo aereo, il Lambach HL.I. Dopo il conseguimento della laurea lavorò nella fabbrica di aerei Koolhoven Vliegtuigfabrieken. Al completamento del modello Lambach HL II avviò una propria fabbrica di aerei, la Lambach Vliegtuigfabrieken, che nel suo periodo di attività costruì un solo aereo. Dopo la fine della guerra Hugo lavorò con la Fokker per molti anni e mantenne una sua società di ingegneria. Hugo Lambach morì l'8 luglio del 1972.

### Replica
La costruzione di una replica del Lambach HL II nacque per scherzo nel 1989 quando gli studenti pensarono a una "impresa studentesca" per il 45º anno della Associazione studentesca "Leonardo da Vinci". Grazie ai disegni di progetto originali, recuperati nel museo Aviodrome, e all'apporto dell'ingegnere capo di Hugo Lambach, Willem de Koo, gli studenti riuscirono a completare il velivolo in sei anni. Il suo primo volo avvenne il 18 settembre del 1995. L'aereo cominciò a partecipare a numerose manifestazioni aeree nei Paesi Bassi e nel Belgio durante il 1996. Durante alcuni controlli nel 1997 emerse la necessità di pesanti lavori di manutenzione, per cui l'aereo venne messo a terra e non ha più volato da allora.
Attualmente (2014), le attività di manutenzione e miglioramento vengono effettuate in uno degli hangar del Museo Olandese dell'Aviazione Aviodrome a Lelystad. Queste comprendono la riprogettazione dei supporti alari e la sostituzione del pannello strumenti. Nel primo caso ci si accorse che la frequenza di risonanza dei supporti era molto vicina alle vibrazioni emesse dal motore in regime di crociera, con gravi rischi di cedimento, da cui la necessità di riprogettarli. Nel secondo caso la modifica è necessaria in base alle normative europee della EASA che richiedono, a differenza del modello originale, di avere a bordo una radio e un transponder.

## Impuls

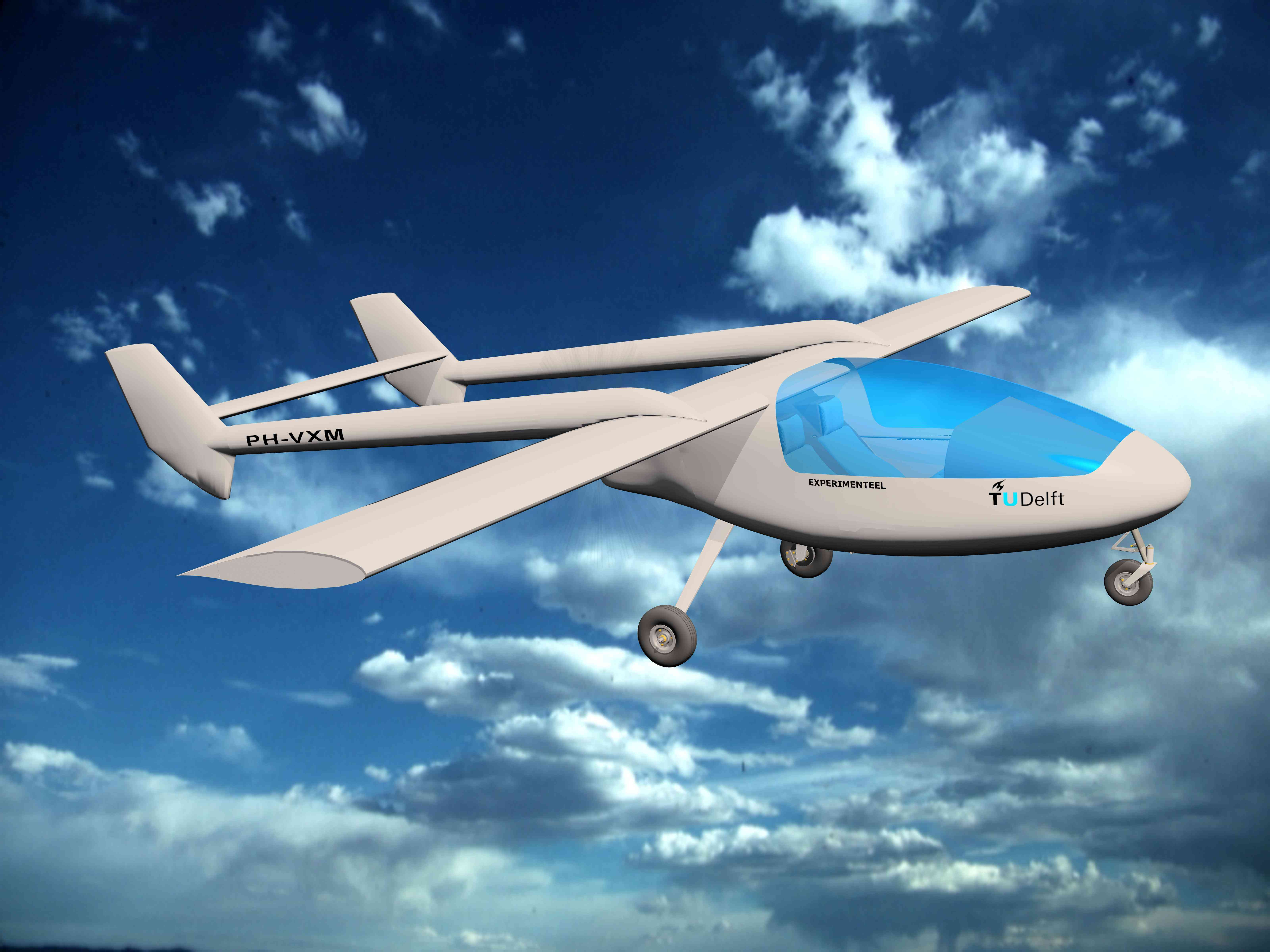
Il modello Impuls (PH-VXM) in una immagine 3D del 2004

Nel 1994 la fondazione cominciò a lavorare sul suo secondo progetto: Impuls (termine olandese per "impulso", targato PH-VXM (velocità per massa)), interamente disegnato e progettato dagli studenti della fondazione. Le attività cominciarono nel 1994 ma nell'estate del 2010 venne presa la decisione di fermare definitivamente il progetto.
Il concept del modello Impuls consisteva in un aereo a due posti certificato FAR-23, propulso da un motore Wankel con elica spingente. Altre caratteristiche particolari erano le due code alte con piano di coda centrale e una vetratura ampia per una visuale decisamente panoramica. Anche i materiali usati erano particolari, e all'inizio degli anni '90 venne scelto un composito in fibra di vetro per le ali, le sezioni di coda e la scocca esterna della fusoliera. Al contrario la parte interna della fusoliera consisteva di un telaio in tubi d'acciaio, visto che le costruzioni monoscocca in composito erano ancora molto rare nei '90.

## S-Vision
Nel Dicembre del 2009, la SSVOBB Lambach Aircraft sospese il progetto Impuls e dedicò il tempo rimanente dell'anno accademico a valutare scrupolosamente la fattibilità del progetto. Al termine dell'estate del 2010 venne presa la decisione di cominciare un nuovo progetto per realizzare un nuovo aereo, che verrà poi chiamato S-Vision.
Diversamente dal progetto dell'Impuls, quello dell'S-Vision è sostanzialmente più convenzionale. S-Vision avrà l'ala bassa, il carrello d'atterraggio fisso e una sola coda. L'aereo verrà certificato in base alle normative CS-VLA, introdotte nel 2003. La propulsione verrà fornita da un motore a quattro cilindri contrapposti (boxer) da 130 cavalli con elica traente. Durante lo sviluppo dell'Impuls le conoscenze dei materiali compositi e dell'alluminio sono cresciute al punto che questi due saranno largamente utilizzati per l'S-Vision.
La progettazione dell'S-Vision, cominciata nel Settembre del 2010, ha richiesto 18 mesi per completare la fase di "progetto concettuale" e a partire dall'autunno del 2011 i volontari hanno cominciato a lavorare sul "progetto preliminare". A febbraio 2012 erano in corso i primi calcoli riguardo alla struttura della fusoliera e ai dati aerodinamici.